# Walter Scholz (Politiker)
Walter Scholz (* 21. Januar 1929 in Niedereinsiedel) ist ein ehemaliger deutscher Politiker (SED).

## Werdegang
Scholz machte von 1943 bis 1945 eine Lehre als Werkzeugmacher und war anschließend bis 1950 als Werkzeugmacher und Schlosser tätig. Von 1950 bis 1955 arbeitete er nach eigenen Angaben „in Partei- und Staatsorganen“, von 1955 bis 1958 war er Offizier der NVA. Ein Studium an der Ingenieurschule für Schwermaschinenbau und Elektrotechnik Berlin-Lichtenberg schloss er 1963 als Ingenieur ab. Von 1962 war er Direktor in verschiedenen volkseigenen Betrieben in Ost-Berlin, zuletzt von 1970 bis 1975 im VEB Kühlautomat Berlin.
Scholz trat 1948 der SED bei und war ab 1976 Mitglied der SED-Bezirksleitung Berlin. Von 1958 bis 1961 war er Sekretär der SED-Betriebsparteiorganisation im VEB Kühlautomat.
Auf der 17. Tagung der Ost-Berliner Stadtverordnetenversammlung am 18. Dezember 1975 wurde Scholz von den Abgeordneten zum Mitglied des Berliner Magistrats zum Stellvertreter des Oberbürgermeisters und zum Vorsitzenden des Bezirkswirtschaftsrates von Ost-Berlin gewählt. In dieser Funktion wurde Scholz am 25. Oktober 1976 auf der konstituierenden Sitzung der neu gewählten Berliner Stadtverordnetenversammlung bestätigt. Nunmehr fungierte er als einer der Stellvertreter des Ost-Berliner Oberbürgermeisters Erhard Krack und als Stadtrat für bezirksgeleitete und Lebensmittelindustrie. Zudem wurde er erstmals von der Stadtverordnetenversammlung als Berliner Vertreter in die Volkskammer der DDR entsandt. Dort gehörte Scholz bis zu seinem Ausscheiden 1986 dem Ausschuss für Industrie, Bauwesen und Verkehr an
Auf der 15. Berliner Stadtverordnetenversammlung vom 30. Oktober 1980 wurde Scholz zum neuen Vorsitzenden der Bezirksplankommission gewählt und löste damit Horst Kümmel ab. Die Zuständigkeit für die bezirksgeleitete und Lebensmittelindustrie übernahm Stadtrat Fritz Schmaler. Nach den Wahlen zur Berliner Stadtverordnetenversammlung am 14. Juni 1981 wurde Scholz auf der konstituierenden Tagung der neu gewählten Stadtverordnetenversammlung erneut in seiner Funktion als Stellvertreter des Oberbürgermeisters von Ost-Berlin und Vorsitzender der Bezirksplankommission bestätigt. Auf der Tagung der Berliner Stadtverordnetenversammlung vom 13. Juli 1984 musste der erst 55 Jahre alte Scholz jedoch aus gesundheitlichen Gründen von seinen Funktionen entbunden werden. Er blieb zunächst jedoch einfaches Mitglied des Ost-Berliner Magistrats. Spätestes nach den Wahlen zur Berliner Stadtverordnetenversammlung 1986 schied Scholz endgültig aus dem Berliner Magistrat aus.

## Ehrungen
- 1973 Banner der Arbeit[6]
- 1977 Vaterländischer Verdienstorden in Bronze[7]
- 1979 Banner der Arbeit Stufe II[8]
- 1982 Vaterländischer Verdienstorden in Silber[9]
- 1984 Vaterländischer Verdienstorden in Gold[10]

## Quelle
- Handbuch der Volkskammer der Deutschen Demokratischen Republik, 8. Wahlperiode, S. 541.

| Personendaten    | Personendaten                  |
| ---------------- | ------------------------------ |
| NAME             | Scholz, Walter                 |
| KURZBESCHREIBUNG | deutscher Politiker (SED), MdV |
| GEBURTSDATUM     | 21. Januar 1929                |
| GEBURTSORT       | Niedereinsiedel                |